# Fulgenzio di Otricoli
San Fulgenzio di Otricoli (... – VI secolo) è stato un martire cristiano e vescovo di Ocriculum nel VI secolo.
Viene venerato come santo dalla Chiesa cattolica, la sua memoria liturgica è il 22 maggio.

## Biografia
Fulgenzio fu vescovo di Ocriculum verso la metà del VI secolo, nel periodo delle terza guerra gotica (535-553); a lui, secondo la tradizione, si deve il ritrovamento (nel 540) del corpo di san Vittore che con lui è venerato quale patrono della cittadina di Otricoli.
Papa Gregorio I ricorda nei suoi Dialoghi che quando il feroce Totila, re degli Ostrogoti, passò sulla via Flaminia attraverso Ocriculum il vescovo gli mandò incontro dei chierici con dei donativi per cercare di mitigare il suo furore. I doni furono però rifiutati e Fulgenzio fu per oltraggio confinato in un piccolo cerchio di terreno dal quale non avrebbe dovuto uscire. 
Improvvisamente iniziò però a piovere con molta insistenza e poiché il luogo dove egli era stato recluso rimase miracolosamente all'asciutto, gli Ostrogoti smisero di oltraggiarlo e lo lasciarono libero.
In un secondo periodo Totila si ritrovò a passare ad Ocriculum e cercò di costringere Fulgenzio a passare all'arianesimo; questi rimase però fedele alla dottrina cattolica, esortandolo anzi a sua volta a rinnegare il credo ariano. Totila fece allora imprigionare il vescovo ordinando che fosse portato fuori città e quindi sepolto vivo.

## Culto
Successivamente la fossa in cui era stato sepolto fu aperta e Fulgenzio fu trovato morto in atto di pregare; egli fu venerato come santo ed il suo corpo fu esumato e trasportato nella chiesa di San Vittore.
In seguito alla definitiva distruzione di Ocriculum ad opera dei Longobardi (avvenuta probabilmente nell'anno 601), la popolazione superstite abbandonò la città costruita sulla pianura del Tevere e si spostò sulle collina circostante dando origine all'odierna cittadina di Otricoli. Nel 1316, pertanto, il vescovo di Narni fece portare il corpo di San Fulgenzio dalla chiesa di San Vittore (costruita sull'antico sito di Ocriculum ormai in rovina) alla chiesa collegiata di Santa Maria Assunta ad Otricoli dove il suo corpo fu sistemato in una Cappella vicino alla sacrestia. 
Nel 1672, a spesa della popolazione di Otricoli, fu edificata una nuova Cappella in onore di San Fulgenzio dove il suo corpo fu riposto in un'urna sotto l'altare; qui furono inoltre trasportate le antiche iscrizioni in marmo che seguirono il corpo del martire nelle sue varie traslazioni.